# Спайка верхних холмиков
Спайка верхних холмиков четверохолмия (лат. commissura colliculi superior) — это тонкая полоса белого вещества, представляющего собой пучки миелинизированных нервных волокон (то есть пучки аксонов отдельных нейронов), соединяющая между собой верхние холмики четверохолмия обоих больших полушарий головного мозга. Как и само четверохолмие, относится к структурам среднего мозга. Является эволюционно одним из самых древних межполушарных соединений.